# Támara Echegoyen
Támara Echegoyen Domínguez (Orense, 17 de febrero de 1984) es una deportista española que compitió en vela en las clases Elliott 6m y 49er FX.
Participó en cuatro Juegos Olímpicos de Verano, obteniendo una medalla de oro en Londres 2012, en la clase Elliott 6m (junto con Ángela Pumariega y Sofía Toro), el cuarto lugar en Río de Janeiro 2016, el cuarto en Tokio 2020 y el decimosegundo en París 2024, en la clase 49er FX.
Ganó tres medallas en el Campeonato Mundial de 49er entre los años 2016 y 2022, y dos medallas de bronce en el Campeonato Europeo de 49er, en los años 2016 y 2023. Además, consiguió una medalla de oro en el Campeonato Mundial de Match Race de 2013 y una medalla de oro en el Campeonato Europeo de Elliott 6m de 2011.

## Trayectoria

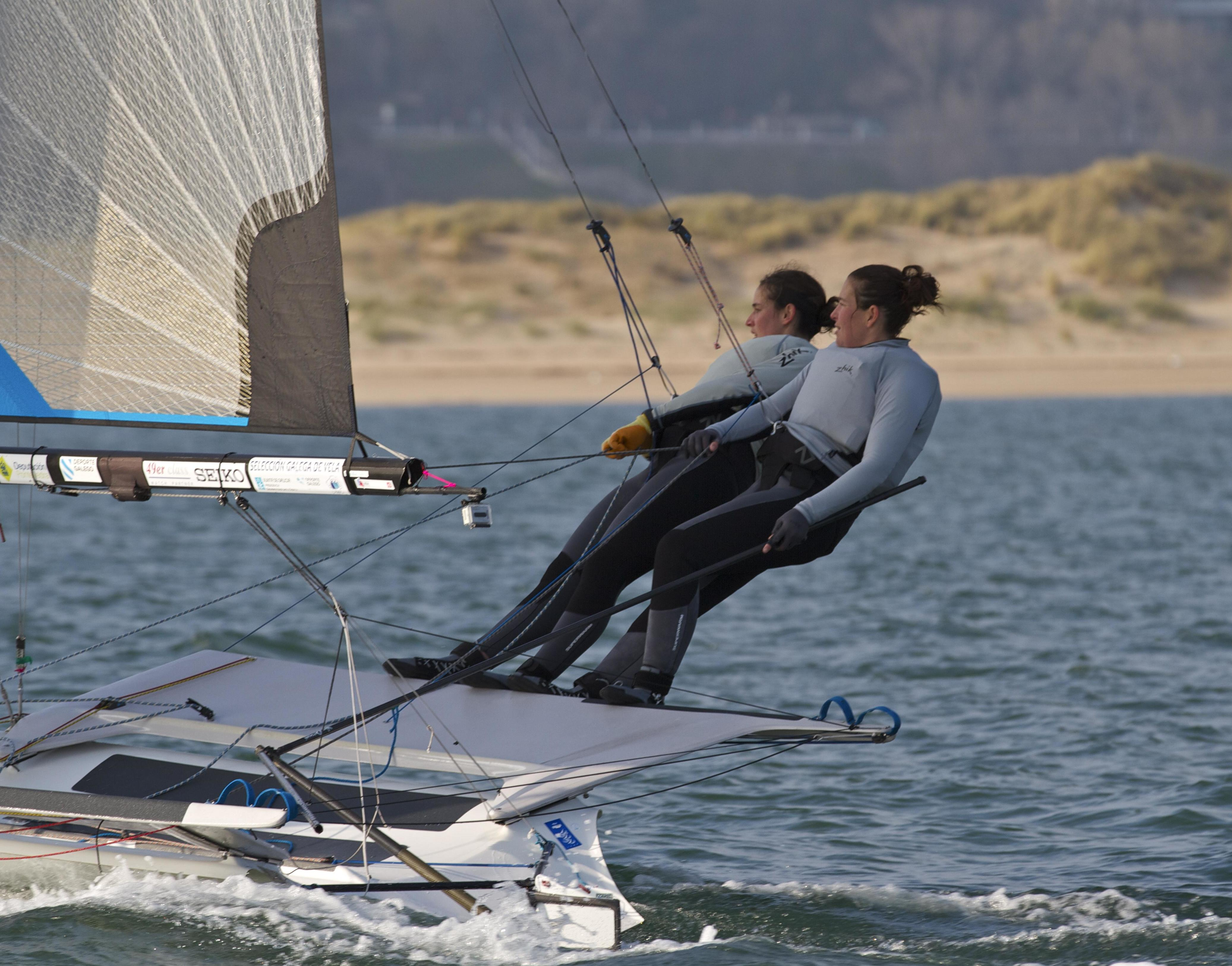
Berta Betanzos y Támara Echegoyen en 2013

En la modalidad de match race, haciendo equipo con Ángela Pumariega y Sofía Toro en la clase Elliott 6m, fue medallista de oro en los Juegos Olímpicos de Londres 2012, campeona de Europa en 2011 y campeona de España en 2010 y 2011. En 2013 ganó el Campeonato Mundial de Match Race, esta vez formando equipo con Sofía Toro, Eva González, Lara Cacabelos y Mariana Lobato. En julio de ese año anunció que cambiaba de club, incorporándose al Real Club Náutico de Sangenjo.
En 2016 ganó con Berta Betanzos el Campeonato Mundial de 49er. Participó en la Volvo Ocean Race 2017-18 con el equipo MAPFRE patroneado por Xabier Fernández. En 2020 volvió a coronarse campeona en el Mundial de 49er, esta vez haciendo pareja con Paula Barceló.
Fue la abanderada de España en la ceremonia de apertura de los Juegos Olímpicos de París 2024 junto con el piragüista Marcus Cooper.
Estudió la licenciatura de Ciencias de la Actividad Física y el Deporte en la Universidad de La Coruña y el máster de Gestión Deportiva en la Universidad Autónoma de Barcelona.

## Palmarés internacional
| Juegos Olímpicos   | Juegos Olímpicos      | Juegos Olímpicos | Juegos Olímpicos |
| Año                | Lugar                 | Medalla          | Clase            |
| ------------------ | --------------------- | ---------------- | ---------------- |
| 2012               | Londres (Reino Unido) | Medalla de oro   | Elliott 6m       |
| Campeonato Europeo |                       |                  |                  |
| Año                | Lugar                 | Medalla          | Clase            |
| 2011               | Helsinki (Finlandia)  | Medalla de oro   | Elliott 6m       |

| Campeonato Mundial | Campeonato Mundial    | Campeonato Mundial | Campeonato Mundial |
| Año                | Lugar                 | Medalla            | Clase              |
| ------------------ | --------------------- | ------------------ | ------------------ |
| 2013               | Busan (Corea del Sur) | Medalla de oro     | Match race         |

| Campeonato Mundial | Campeonato Mundial          | Campeonato Mundial | Campeonato Mundial |
| Año                | Lugar                       | Medalla            | Clase              |
| ------------------ | --------------------------- | ------------------ | ------------------ |
| 2016               | Clearwater (Estados Unidos) | Medalla de oro     | 49er FX            |
| 2020               | Geelong (Australia)         | Medalla de oro     | 49er FX            |
| 2022               | St. Margarets Bay (Canadá)  | Medalla de bronce  | 49er FX            |
| Campeonato Europeo |                             |                    |                    |
| Año                | Lugar                       | Medalla            | Clase              |
| 2016               | Barcelona (España)          | Medalla de bronce  | 49er FX            |
| 2023               | Vilamoura (Portugal)        | Medalla de bronce  | 49er FX            |

## Condecoraciones
| Distinción                                                | Año  |
| --------------------------------------------------------- | ---- |
| Premio Nacional del Deporte Deportista revelación del año | 2012 |
| Medalla de Oro - Real Orden del Mérito Deportivo          | 2013 |